# Список автомагістралей Ізраїлю

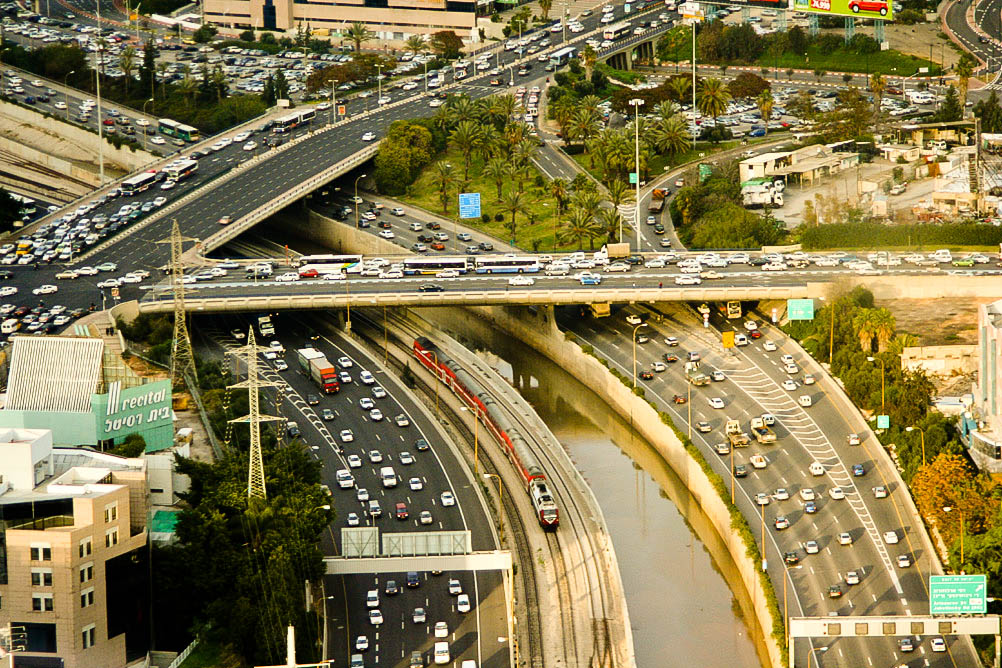
Розв'язка «Арлозоров» на шосе 20 (шосе Аялон).

Список автомагістралей Ізраїлю містить перелік всіх основних автомобільних доріг держави Ізраїль. В цьому контексті, «Ізраїль» включає в себе територію власне Ізраїлю, а також Голанські висоти та зону С території Західного берега річки Йордан, так як ізраїльська адміністрація обслуговує автомобільні дороги в цих районах.
В Ізраїлі є 48 шосе, що використовуються, серед пронумерованих від 1 до 99. Більшість з них мають відкритий доступ до основних швидкісних дорогах, через безсвітлофорні розв'язки.
Шість шосе є швидкісними автомагістралями, шість — частково швидкісні автостради, одне - тунель, а інші 35 — шосе. Шосе 6 (Транс-ізраїльське шосе) і Шосе 23 (Кармельский тунель) є єдиними платними дорогами в країні. 
Два швидкісних шосе (шосе 57 і шосе 60) розділені на декілька окремих ділянок внаслідок указу, який забороняє ізраїльтянам проїзд по певним ділянкам цих доріг.
В країні існує лише одне шосе з тризначним номером, яке класифікується як автострада — шосе 431.
7 січня 2011 року на шосе 1 була відкрита платна смуга в бік Тель-Авіва.

## Шосе № 1 — 99
| Автомагістраль                | Класифікація                        | Початок магістралі                | Проміжні пункти | Кінець магістралі                   | Довжина |
| ----------------------------- | ----------------------------------- | --------------------------------- | --- | ----------------------------------- | ------- |
| Шосе 1                        | Автомагістраль, частково Шосе       | Тель-Авів                         | Аеропорт імені Давида Бен-Гуріона, Лод, Єрусалим                                                                             | Долина річки Йордан                 | 99 км   |
| Шосе 2                        | Автомагістраль, частково Шосе       | Тель-Авів                         | Герцлія, Нетанья, Хадера | Хайфа                               | 89 км   |
| Шосе 3                        | Шосе                                | Ашкелон                           | Кір'ят-Малахі | Мево-Хорон                          | 47 км   |
| Шосе 4                        | Шосе, частково Автомагістраль       | КПП Ерез                          | Ашкелон, Ашдод, Явне, Рішон-ле-Ціон, Холон, Рамат-Ган, Бней-Брак, Петах-Тіква, Нетанья, Хадера, Хайфа, Крайот, Акко, Нагарія | Рош-га-Нікра                        | 205 км  |
| Шосе 5                        | Автомагістраль, частково Шосе       | Тель-Авів                         | Рамат-га-Шарон, Петах-Тіква, Рош-га-Аїн                                                                                      | Аріель                              | 37 км   |
| Шосе 6                        | Платна автомагістраль               | Кір'ят-Гат                        | Рош-ха-Аин | Йокнеам-Іліт                        | 138 км  |
| Шосе 7                        | Шосе                                | Гедера                            | | Яд-Біньямін                         | 16 км   |
| Шосе 9                        | Автомагістраль                      | Міхморет                          | | Сде-Іцхак                           | 12 км   |
| Шосе 10                       | Шосе                                | Долина Саярім                     | КПП Ніцана | КПП Керем-Шалом                     | 168 км  |
| Шосе 12                       | Шосе                                | Ейлат                             | Аеропорт Увда | Шезафон                             | 70 км   |
| Шосе 13                       | Шосе                                | Перехрестя Цихор                  | Негев | Перехрестя Менуха                   | 12 км   |
| Шосе 20                       | Автомагістраль                      | Ган-Сорек                         | Рішон-ле-Ціон, Бат-Ям, Холон, Тель-Авів, Гіватаїм, Рамат-Ган                                                                 | Герцлія                             | 27,5 км |
| Шосе 22                       | Автомагістраль                      | Хайфа                             | Крайот | Кфар-Масарік                        | 17 км   |
| Кармельський тунель (Шосе 23) | Автомагістраль (в основному тунель) | Хайфа                             | | Хайфа                               | 7,3 км  |
| Шосе 25                       | Шосе                                | Нахаль-Оз                         | Нетівот, Беер-Шева, Дімона                                                                                                   | Арава                               | 70 км   |
| Шосе 31                       | Шосе                                | Ешель-ха-Насі                     | Лехавім, Хура, Кусейфе, Арад                                                                                                 | Неве Зохар                          | 85 км   |
| Шосе 34                       | Шосе                                | Нетівот                           | Сдерот | Яд-Мордехай                         | 19 км   |
| Шосе 35                       | Шосе                                | Ашкелон                           | Кір'ят-Гат | Хеврон                              | 54 км   |
| Шосе 38                       | Шосе                                | Бейт-Гуврін                       | Бейт-Шемеш | Шаар-ха-Гай                         | 28 км   |
| Шосе 40                       | Шосе                                | Лотан                             | Міцпе-Рамон, Беер-Шева, Кір'ят-Гат, Кір'ят-Малахі, Гедера, Реховот, Рамле, Лод, Петах-Тіква, Год-га-Шарон                    | Кфар-Сава                           | 279 км  |
| Шосе 41                       | Шосе                                | Ашдод                             | | Гедера                              | 16 км   |
| Шосе 42                       | Шосе                                | Ашдод                             | Явне | Рішон-ле-Ціон                       | 12 км   |
| Шосе 44                       | Шосе                                | Тель-Авів                         | Холон, Лод, Рамле | Ешетель                             | 41 км   |
| Шосе 46                       | Шосе                                | Аеропорт імені Давида Бен-Гуріона | | Тірат-Єгуда                         | 4 км    |
| Шосе 55                       | Шосе                                | Кфар-Сава                         | Карней Шомрон | Кдумім                              | 23 км   |
| Шосе 57 (Західна секція)      | Шосе                                | Нетанья                           | Кфар Йона | Ніцаней Оз                          | 15 км   |
| Шосе 57 (Східна секція)       | Шосе                                | Хамра                             | | КПП Адам                            | 15 км   |
| Шосе 60 (Південна секція)     | Шосе                                | Беер-Шева                         | Хеврон, Вифлеєм, Єрусалим | блокпост А-Рам                      | 100 км  |
| Шосе 60 (Центральна секція)   | Шосе                                | Атарот                            | Шило, Елі | Тель-Дотан                          | 111 км  |
| Шосе 60 (Північна секція)     | Шосе                                | блокпост Джалам                   | Афула | Назарет                             | 24 км   |
| Шосе 65                       | Шосе                                | Кесарія                           | Хадера, Пардес-Хана-Каркур, Умм-ель-Фахм, Афула                                                                              | Кадарім                             | 90 км   |
| Шосе 66                       | Шосе                                | Маале-Ірон                        | | Йокнеам-Іліт                        | 17 км   |
| Шосе 70                       | Шосе                                | Зіхрон-Яаков                      | Йокнеам, Кір'ят-Тівон, Кір'ят-Ата, Ібілін, Шфарам, Тамра                                                                     | Шломі                               | 76 км   |
| Шосе 71                       | Шосе                                | Афула                             | Бейт-Шеан | КПП Річка Йордан                    | 35 км   |
| Шосе 73                       | Шосе                                | Нахалаль                          | Мігдаль-ха-Емек | Тель-Адашим                         | 12 км   |
| Шосе 75                       | Шосе                                | Хайфа                             | Нешер, Кір'ят-Тівон, Мігдаль-ха-Емек, Назарет-Ілліт                                                                          | Назарет                             | 40 км   |
| Шосе 77                       | Шосе                                | Рамат-Ішай                        | Зарзір, Кафр-Кана | Тиверіада                           | 42 км   |
| Шосе 79                       | Шосе                                | Кір'ят-Бялік                      | Кір'ят-Ата, Шфарам | Рейне                               | 27 км   |
| Шосе 80                       | Шосе                                | Арара-ба-Негев                    | | Бейт-Ятір                           | 34 км   |
| Шосе 85                       | Шосе                                | Акко                              | Шагор, Карміель | Коразім                             | 37 км   |
| Шосе 87                       | Шосе                                | Капернаум                         | | Алоней-ха-Башан                     | 35 км   |
| Шосе 89                       | Шосе                                | Нагарія                           | Маалот-Таршиха, Цфат | Еліфелет                            | 58 км   |
| Шосе 90                       | Шосе                                | КПП Таба                          | Ейлат, Єрихон, Бейт-Шеан, Тиверіада, Рош-Піна, Кір'ят-Шмона                                                                  | Метула                              | 480 км  |
| Шосе 91                       | Шосе                                | Маханаїм                          | | Ейн-Зіван                           | 28 км   |
| Шосе 92                       | Шосе                                | Цемах                             | | Віфсаїда                            | 24 км   |
| Шосе 98                       | Шосе                                | Мааган                            | Мадждаль Шамс | Гірськолижний курорт на горі Хермон | 94 км   |
| Шосе 99                       | Шосе                                | Кір'ят-Шмона                      | | Масаада                             | 24 км   |

## Шосе № 100—999
- Шосе 109 (Ізраїль)
- Шосе 171 (Ізраїль)
- Шосе 204 (Ізраїль)
- Шосе 211 (Ізраїль)
- Шосе 222 (Ізраїль)
- Шосе 224 (Ізраїль)
- Шосе 225 (Ізраїль)
- Шосе 227 (Ізраїль)
- Шосе 232 (Ізраїль)
- Шосе 234 (Ізраїль)
- Шосе 241 (Ізраїль)
- Шосе 258 (Ізраїль)
- Шосе 264 (Ізраїль)
- Шосе 293 (Ізраїль)
- Шосе 310 (Ізраїль)
- Шосе 334 (Ізраїль)
- Шосе 352 (Ізраїль)
- Шосе 353 (Ізраїль)
- Шосе 354 (Ізраїль)
- Шосе 356 (Ізраїль)
- Шосе 358 (Ізраїль)
- Шосе 367 (Ізраїль)
- Шосе 386 (Ізраїль)
- Шосе 398 (Ізраїль)
- Шосе 404 (Ізраїль) (Номер було змінено на 50)
- Шосе 406 (Ізраїль)
- Шосе 410 (Ізраїль)
- Шосе 411 (Ізраїль)
- Шосе 412 (Ізраїль)
- Шосе 417 (Ізраїль)
- Шосе 423 (Ізраїль)
- Шосе 436 (Ізраїль)
- Шосе 437 (Ізраїль)
- Шосе 431 (Ізраїль), Автомагістраль
- Шосе 441 (Ізраїль)
- Шосе 443 (Ізраїль)
- Шосе 444 (Ізраїль)
- Шосе 446 (Ізраїль)
- Шосе 449 (Ізраїль)
- Шосе 457 (Ізраїль)
- Шосе 458 (Ізраїль)
- Шосе 461 (Ізраїль)
- Шосе 465 (Ізраїль)
- Шосе 471 (Ізраїль)
- Шосе 481 (Ізраїль)
- Шосе 482 (Ізраїль)
- Шосе 491 (Ізраїль)
- Шосе 505 (Ізраїль)
- Шосе 508 (Ізраїль)
- Шосе 531 (Ізраїль)
- Шосе 541 (Ізраїль)
- Шосе 551 (Ізраїль)
- Шосе 553 (Ізраїль)
- Шосе 554 (Ізраїль)
- Шосе 557 (Ізраїль)
- Шосе 574 (Ізраїль)
- Шосе 574 (Ізраїль)
- Шосе 581 (Ізраїль)
- Шосе 584 (Ізраїль)
- Шосе 585 (Ізраїль)
- Шосе 650 (Ізраїль)
- Шосе 651 (Ізраїль)
- Шосе 652 (Ізраїль)
- Шосе 653 (Ізраїль)
- Шосе 654 (Ізраїль)
- Шосе 667 (Ізраїль)
- Шосе 669 (Ізраїль)
- Шосе 672 (Ізраїль)
- Шосе 675 (Ізраїль)
- Шосе 716 (Ізраїль)
- Шосе 717 (Ізраїль)
- Шосе 721 (Ізраїль)
- Шосе 752 (Ізраїль)
- Шосе 762 (Ізраїль)
- Шосе 767 (Ізраїль)
- Шосе 768 (Ізраїль)
- Шосе 781 (Ізраїль)
- Шосе 784 (Ізраїль)
- Шосе 789 (Ізраїль)
- Шосе 804 (Ізраїль)
- Шосе 805 (Ізраїль)
- Шосе 806 (Ізраїль)
- Шосе 807 (Ізраїль)
- Шосе 808 (Ізраїль)
- Шосе 854 (Ізраїль)
- Шосе 864 (Ізраїль)
- Шосе 866 (Ізраїль)
- Шосе 869 (Ізраїль)
- Шосе 886 (Ізраїль)
- Шосе 888 (Ізраїль)
- Шосе 899 (Ізраїль)
- Шосе 918 (Ізраїль)
- Шосе 959 (Ізраїль)
- Шосе 977 (Ізраїль)
- Шосе 978 (Ізраїль)
- Шосе 999 (Ізраїль)